# Lijst van Paratropididae
Deze pagina beschrijft alle soorten spinnen uit de familie der Paratropididae.

## Anisaspis
Anisaspis Simon, 1891
- Anisaspis tuberculata Simon, 1891

## Anisaspoides
Anisaspoides F. O. P.-Cambridge, 1896
- Anisaspoides gigantea F. O. P.-Cambridge, 1896

## Melloina
Melloina Brignoli, 1985
- Melloina gracilis (Schenkel, 1953)
- Melloina rickwesti Raven, 1999

## Paratropis
Paratropis Simon, 1889
- Paratropis papilligera F. O. P.-Cambridge, 1896
- Paratropis sanguinea Mello-Leitão, 1923
- Paratropis scruposa Simon, 1889
- Paratropis seminermis Caporiacco, 1955